# Le Parcq
Le Parcq település Franciaországban, Pas-de-Calais megyében. Lakosainak száma 717 fő (2022. január 1.). Le Parcq Wamin, Auchy-lès-Hesdin, Grigny, Saint-Georges, Vieil-Hesdin és Hesdin-la-Forêt községekkel határos.

## Népesség
A település népességének változása:
| Lakosok száma | 794  | 798  | 812  | 776  | 760  | 745  | 738  | 728  | 717  |
|               | 2013 | 2015 | 2016 | 2017 | 2018 | 2019 | 2020 | 2021 | 2022 |